# Michał Przysiężny
Michał Przysiężny, né le 16 février 1984 à Głogów, est un joueur de tennis polonais professionnel de 2001 à 2019.
Il remporte son premier titre en double en 2014 lors de l'Open du Japon aux côtés de Pierre-Hugues Herbert.

## Biographie
Michał Przysiężny a commencé le tennis à l'âge de neuf ans. Son père était ingénieur et sa mère directrice dans une école.
Il a aussi une sœur qui se prénomme Martha.

## Carrière
Il a remporté huit tournois Challenger en simple (Wrexham en 2007, Helsinki en 2009, Kazan, Saint-Brieuc et Ortisei en 2010, Toyota en 2012, Bergame en 2013 et Kyoto en 2015) et un en double (Poznań en 2006).
En 2010, il réalise son meilleur parcours en Grand Chelem à Wimbledon en atteignant le deuxième tour après avoir éliminé l'ancien numéro 3 mondial, le Croate Ivan Ljubičić, mais par la suite il est battu par Lu Yen-hsun en 3 sets.
En 2013, il se qualifie pour Roland-Garros en battant lors des qualifications Arnau Brugués-Davi, Martin Fischer et Rhyne Williams. Il retrouve ce dernier au premier tour, qualifié en tant que lucky loser, et s'impose à nouveau mais il s'incline ensuite face à Richard Gasquet.

## Palmarès

### Titre en double
| No | Date       | Nom et lieu du tournoi                        | Catégorie | Surface    | Partenaire            | Finalistes              | Score             |          |
| -- | ---------- | --------------------------------------------- | --------- | ---------- | --------------------- | ----------------------- | ----------------- | -------- |
| 1  | 29/09/2014 | Rakuten Japan Open Tennis Championships Tokyo | ATP 500   | Dur (ext.) | Pierre-Hugues Herbert | Ivan Dodig Marcelo Melo | 6-3, 63-7, [10-5] | Parcours |

## Parcours dans les tournois duGrand Chelem

### En simple
| Année | Open d'Australie | Open d'Australie | Internationaux de France | Internationaux de France | Wimbledon       | Wimbledon      | US Open         | US Open          |
| ----- | ---------------- | ---------------- | ------------------------ | ------------------------ | --------------- | -------------- | --------------- | ---------------- |
| 2007  | —                | —                | —                        | —                        | —               | —              | 1er tour (1/64) | Michael Berrer   |
| 2008  | —                | —                | —                        | —                        | —               | —              | —               | —                |
| 2009  | —                | —                | —                        | —                        | —               | —              | —               | —                |
| 2010  | —                | —                | 1er tour (1/64)          | Mikhail Youzhny          | 2e tour (1/32)  | Lu Yen-hsun    | 1er tour (1/64) | Albert Montañés  |
| 2011  | 1er tour (1/64)  | Igor Kunitsyn    | —                        | —                        | —               | —              | —               | —                |
| 2012  | —                | —                | —                        | —                        | —               | —              | —               | —                |
| 2013  | —                | —                | 2e tour (1/32)           | Richard Gasquet          | 2e tour (1/32)  | Kevin Anderson | 1er tour (1/64) | Julien Benneteau |
| 2014  | 2e tour (1/32)   | Stéphane Robert  | 1er tour (1/64)          | Jarkko Nieminen          | 1er tour (1/64) | Lleyton Hewitt | —               | —                |

N.B. : à droite du résultat se trouve le nom de l'ultime adversaire.

### En double
| Année | Open d'Australie             | Open d'Australie       | Internationaux de France | Internationaux de France | Wimbledon | Wimbledon | US Open | US Open |
| ----- | ---------------------------- | ---------------------- | ------------------------ | ------------------------ | --------- | --------- | ------- | ------- |
| 2014  | 1er tour (1/32) M. Matosevic | C. Fleming R. Hutchins | —                        | —                        | —         | —         | —       | —       |

N.B. : le nom du ou de la partenaire se trouve sous le résultat ; le nom des ultimes adversaires se trouve à droite.

## Parcours dans lesMasters 1000
| Année | Indian Wells | Miami                | Monte-Carlo | Madrid | Rome | Canada | Cincinnati | Shanghai           | Paris              |
| ----- | ------------ | -------------------- | ----------- | ------ | ---- | ------ | ---------- | ------------------ | ------------------ |
| 2013  | —            | —                    | —           | —      | —    | —      | —          | 1er tour M. Raonic | 2e tour John Isner |
| 2014  | —            | 1er tour A. Montañés | —           | —      | —    | —      | —          | —                  | —                  |

N.B. : sous le résultat se trouve le nom de l’ultime adversaire.